# تنفس بی‌هوازی

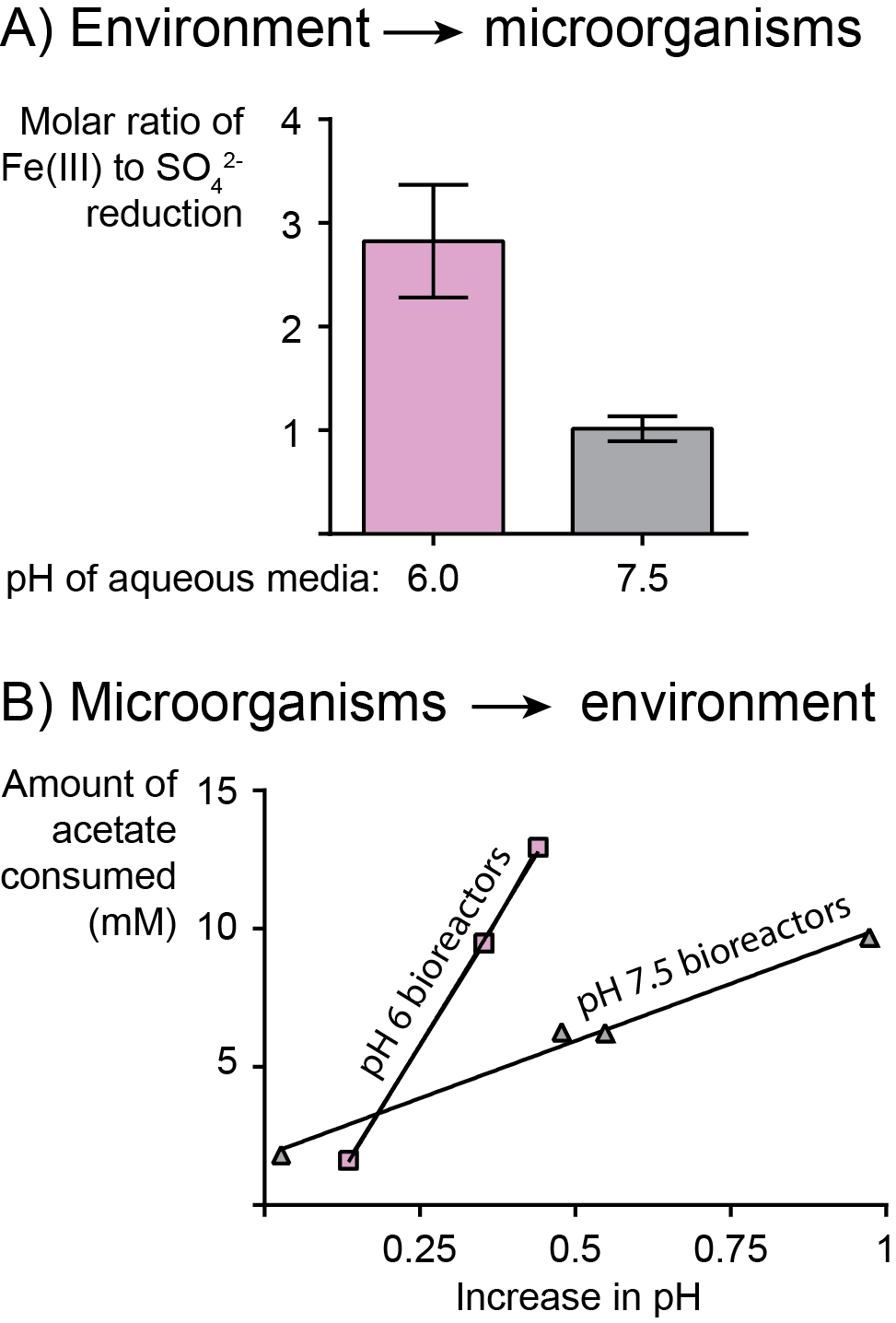
نمودار نشان دهنده طریقه تنفس بی هوازی که در میکروارگانیسم ها انجام می شود

تنفس بی‌هوازی (به انگلیسی: Anaerobic respiration) تنفس با استفاده از گیرنده‌های الکترون غیر از اکسیژن مولکولی (O 2) است. اگرچه اکسیژن گیرنده نهایی الکترون نیست، اما این فرایند هنوز از یک زنجیره انتقال الکترون تنفسی بهره‌گیری می‌کند.
در موجودات هوازی که تحت تنفس قرار می‌گیرند، الکترون‌ها به زنجیره انتقال الکترون منتقل می‌شوند و گیرنده نهایی الکترون اکسیژن است. اکسیژن مولکولی یک گیرنده عالی الکترون است. بی‌هوازی‌ها به جای آن از مواد اکسیدکننده کمتری مانند 
نیترات (NO−
3، NO−
3 NO−
3)، فومارات (C
4H
2O2−
4 C
4H
2O2−
4 C
4H
2O2−
4 C
4H
2O2−
4)، سولفات (SO2−
4 SO2−
4) یا گوگرد عنصری (S) استفاده می‌کنند. این گیرنده‌های الکترون پایانی پتانسیل کاهش کمتری نسبت به O 2 دارند. انرژی کمتری به ازای هر مولکول اکسید شده آزاد می‌شود؛ بنابراین، تنفس بی‌هوازی کارایی کمتری نسبت به هوازی دارد.